# Botswana Railways
 (juin 2018).
Botswana Railways (BR) est la compagnie nationale des chemins de fer du Botswana créée en 1987, lorsque le gouvernement décide la nationalisation des sections du National railways of Zimbabwe (NRZ) traversant le territoire national. Le NRZ exploitait les lignes du Botswana depuis l'indépendance de celui-ci.

## Histoire
Botswana Railways est créée en 1987, lorsque le gouvernement décide la nationalisation des sections du National railways of Zimbabwe (NRZ) traversant le territoire national.
L'ouverture du Beitbridge Bulawayo Railway (BBR) en 1999 provoque une très nette chute du trafic marchandise, la nouvelle société de chemins de fer proposant une route directe Afrique du Sud - Zimbabwe sans passer par le Botswana. Le trafic de marchandises était de 1.1 million de tonnes en 1999, et chuta à 0,15 million de tonnes en 2005.
Botswana Railways envisage la construction d'une ligne vers la Zambie par le pont routier et ferroviaire de Kuzungula inauguré en mai 2021, qui permettrait de récupérer une partie du trafic en transit en évitant le Zimbabwe
En 2006, avec la perspective d'exploitation des larges mines de charbon encore vierges du pays, Botswana Railways reprend du souffle et organise la distribution régionale de cette nouvelle marchandise.
En 2016, Transnet Rail Engineering (en) livre trente-sept voitures de chemin de fer à Botswana Railways,. En mars 2016, le président Ian Khama inaugure les nouveaux BR Express.
En mars 2017, le ministre des transports et de la communication du Botswana Kitso Mokaila (en) annonce que le plan de privatisation de Botswana Railways. En juin 2017, Leonard Makwinja est nommé CEO de Botswana Railways.
En 2023, le site de la Compagnie Botswana Railways annonce la fermeture des lignes pour le grand public et consacre uniquement son réseau aux trains de marchandise.

## Structure du réseau
Le réseau du Botswana Railways est constitué de 888 kilomètres de lignes en voie de 1067 mm, centrés dans la partie sud-est du pays. La ligne principale relie la frontière du Zimbabwe (Francistown) à la frontière sud-africaine (Gaborone). Néanmoins, en raison de pertes financières, la ligne a été fermée indéfiniment en 2009. En 2014, il semble qu'il ne circule au Botswana plus que des trains en provenance de Bulawayo au Zimbabwe.
La compagnie exploite également deux embranchements. La direction et la gestion du réseau est assurée par la société indienne RITES Ltd.

## Incidents
En février 2017, une pluie diluvienne provoque le déraillement du train assurant la connexion Mahikeng-Gaborone.